# Fokker 70
Fokker 70 je dvomotorno  reaktivno regionalno potniško letalo nizozemskega proizvajalca Fokker. Fokker 70 je manjša verzija letala Fokker 100. Prvič je poletel 4. aprila 1993, maloserijska proizvodnja z 47 izdelanimi letali se je končala leta 1997. Večina letal je še vedno v uporabi.
Fokker je začel razvijati novo letalo novembra 1992 kot naslednik reaktivenga Fokker F28 Fellowship. Fokker 70 naj bi bil bolj ekonomičen in moderen. Letalske družbe so hotele letalo, ki je večje od letal Fokker 50 ali ATR 42, in manjše od Boeing 737 in MD-80. Fokker je v odgovor skrajšal trup letala Fokker 100 za 4,62 metra, obdržal pa je krilo in rep. Novo letalo je imelo kapaciteto 80 sedežev. Za pogon so izbrali turboventilatorski motorje Rolls-Royce Tay 620

## Tehnične specifikacije
- Posadka: 2
- Kapaciteta sedežev: 85 (1-razred maks); 79 (1-razred tipično); 72 (2-razreda tipično)
- Dolžina: 30,91 m (101 ft 5 in)
- Razpon kril: 28,08 m (92 ft 2 in)
- Višina: 8,5 m (27,89 ft 11 in)
- Prazna teža: 22 673 kg (49 985 lb)
- Motorji: 2 × Rolls-Royce Tay 620, 61,6 kN (13 850 lbf) vsak

- Potovalna hitrost: 845 km/h (525 mph)
- Dolet: 3 410 km (2 119 miles)
- Višina leta (servisna): 11 000 m (36 089 ft)